# 河野未来
河野 未来（こうの みく、1993年11月28日 - ）は、日本のアナウンサー。

## 人物
愛媛県西予市出身。少女時代から音楽に親しみ、西予市立宇和中学校時代には校内の仲間とカルテットを組み、全日本アンサンブルコンテスト愛媛県大会で金賞を受賞している。
高等学校卒業後、愛媛大学教育学部芸術文化課程音楽コースへ進学。大学時代は音楽教師を目指していた為、音楽教員免許を取得している。その大学時代には2013年「愛媛いよかん大使」、2015年「えひめぎょれん2015 ミズ・オンドアール」（真珠宣伝の観光大使）に選出され、いよかん大使及びミズ・オンドアールの活動で愛媛県の特産品PRイベント活動の為に全国を飛び回る。この時の活動で全国各地の放送局の番組に出演したり、アナウンサーに取材されたりしたことがきっかけで「故郷愛媛でアナウンサーになりたい」と思うようになったという。
2016年、愛媛大学を卒業してあいテレビにアナウンサーとして入社。1ヶ月の研修を経て『よるマチ!』でデビューを果たす。
2018年には母校の愛媛大学教育学部より「教育学部サポーター」に任命される。
2020年12月23日に自身が出演する『よるマチ!』の番組中にて結婚していたこと及び妊娠中であることを突如発表、これに伴い2020年限りで産前産後休業に入ることを明らかにした。

## 出演
- よるマチ!
- でんのすけのまるっとキッチンカーの旅